# Scott Beatty
Pour les articles homonymes, voir Beatty.
Scott Beatty est un auteur américain, spécialiste des comics, né en 1969.

## Biographie
Scott Beatty est un des spécialistes de l'univers de DC Comics, sur lequel il a écrit de nombreux ouvrages, en particulier sur les personnages lié au super-héros Batman. Beatty est aussi un scénariste. Il a notamment écrit les séries de comic books Ruse et The Last Phantom (en) chez Dynamite Entertainment. Cette dernière est inspirée du Fantôme de Lee Falk dont il est un grand amateur.

## Publications

### Ultimate Guides
Beatty a participé aux Ultimate Guides publié par Dorling Kindersley, notamment :
- Batman: The Ultimate Guide to the Dark Knight
- Catwoman: The Visual Guide to the Feline Fatale
- JLA:The Ultimate Guide to the Justice League of America
- Wonder Woman: The Ultimate Guide to the Amazon Princess
- The DC Comics Encyclopedia
- Batman Begins: The Visual Guide
- The Batman Handbook: The Ultimate Training Manual
- The Superman Handbook: The Ultimate Guide to Saving the Day
- The DC Comics Action Figure Archive
- Superman: The Ultimate Guide to the Man of steel

### Série de comic books
- The Last Phantom
- Green Lantern: Circle of Fire (en) Green Lantern et Power Girl
- Batman: Gotham Knights #33-49
- Robin: Year One #1-4 (avec Chuck Dixon)
- Robin #88-91
- Joker: Last Laugh #1-6
- Nightwing: Year One (Nightwing #101-107)
- Batgirl: Year One #1-9 (avec Chuck Dixon)
- Ruse #10-26
- Star Wars Tales #13
- Secret Files & Origins et 80-Page Giant (en) pour Batman, Superman, Green Lantern, Flash, JLA, JSA etc.
- Son of Vulcan (en) #1-6
- JSA: Classified (en) #19-20 (avec Rags Morales,Michael Bair, DC Comics, 2007)
- Wildstorm: Revelations (en) (avec Christos Gage et Wes Craig, Wildstorm, 2008)
- Number of the Beast (comics) (en) (avec Chris Sprouse, Wildstorm, 2008)